# Mendelevio
Il mendelevio è l'elemento chimico della tavola periodica di numero atomico 101 e il suo simbolo è Md.
È un elemento transuranico metallico radioattivo della serie degli attinidi; viene sintetizzato per bombardamento dell'einsteinio con particelle alfa.
Il suo nome è stato attribuito in onore al chimico russo Dmitrij Mendeleev.

## Caratteristiche
I ricercatori hanno appurato che il mendelevio ha uno stato di ossidazione +2 moderatamente stabile oltre allo stato +3 tipico di tutti gli attinidi. 256Md è stato l'isotopo studiato per scoprire alcune delle caratteristiche dell'elemento in soluzione acquosa. Non è noto alcun uso del mendelevio e solo minime quantità in tracce sono state sintetizzate.

## Storia
Il mendelevio fu sintetizzato per la prima volta da un gruppo di ricercatori composto da Albert Ghiorso (team leader), Glenn Seaborg, Bernard Harvey, Greg Choppin e Stanley Gerald Thompson all'inizio del 1955. Produssero il 256Md (emivita: 76 minuti) bombardando un bersaglio di 253Es con particelle alfa (nuclei di elio) nel ciclotrone dell'Università di Berkeley, negli Stati Uniti. 256Md fu praticamente sintetizzato un atomo per volta. Il mendelevio è stato il nono elemento transuranico ottenuto per sintesi.

## Isotopi
Del mendelevio sono noti 15 isotopi radioattivi, le cui masse sono comprese tra 245,091 e 260,104 Da. I più stabili tra essi sono 258Md (emivita: 51,5 giorni), 260Md (31,8 giorni) e 257Md (5,52 ore).
Tutti gli altri isotopi hanno emivite inferiori ai 97 minuti e la maggior parte di essi inferiore ai 5 minuti. Questo elemento ha anche un metastato, 258mMd, con un'emivita di 57 minuti.